# Droga wojewódzka 780
Die Droga wojewódzka 780 (DW 780) ist eine 57 Kilometer lange Droga wojewódzka (Woiwodschaftsstraße) in der polnischen Woiwodschaft Kleinpolen und der Woiwodschaft Schlesien, die Kraków mit Chełm Śląski verbindet. Die Strecke liegt in der Kreisfreien Stadt Kraków, im Powiat Krakowski, im Powiat Chrzanowski, im Powiat Oświęcimski und im Powiat Bieruńsko-Lędziński.

## Streckenverlauf
Woiwodschaft Kleinpolen, Kreisfreie Stadt Kraków
-  Kraków (Krakau) (A 4, S 7, DK 7, DK 44, DK 75, DK 79, DK 94, DW 774, DW 776, DW 794)

Woiwodschaft Kleinpolen, Powiat Krakowski
-  Kryspinów (DW 774)
- Liszki
- Kaszów
- Czułówek
- Zagórze

Woiwodschaft Kleinpolen, Powiat Chrzanowski
- Brodła
- Poręba Żegoty
- Alwernia
- Kwaczała
-  Babice (DW 781)
-  Wygiełzów (DW 781)
- Żarki
-  Libiąż (DW 933)

Woiwodschaft Kleinpolen, Powiat Oświęcimski
- Chełmek (Chelmek)

Woiwodschaft Schlesien, Powiat Bieruńsko-Lędziński
-  Chełm Śląski (Groß Chelm) (DW 934)